# Société anonyme du Charbonnage de Lonette

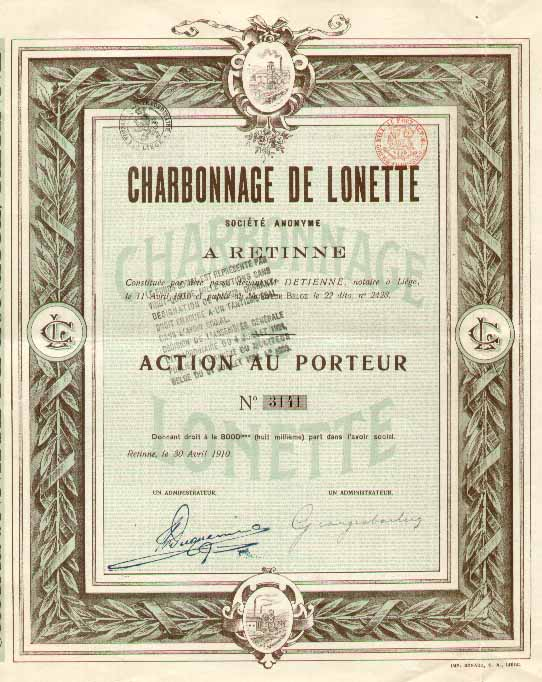
Action de l'ancien Charbonnage de Lonette

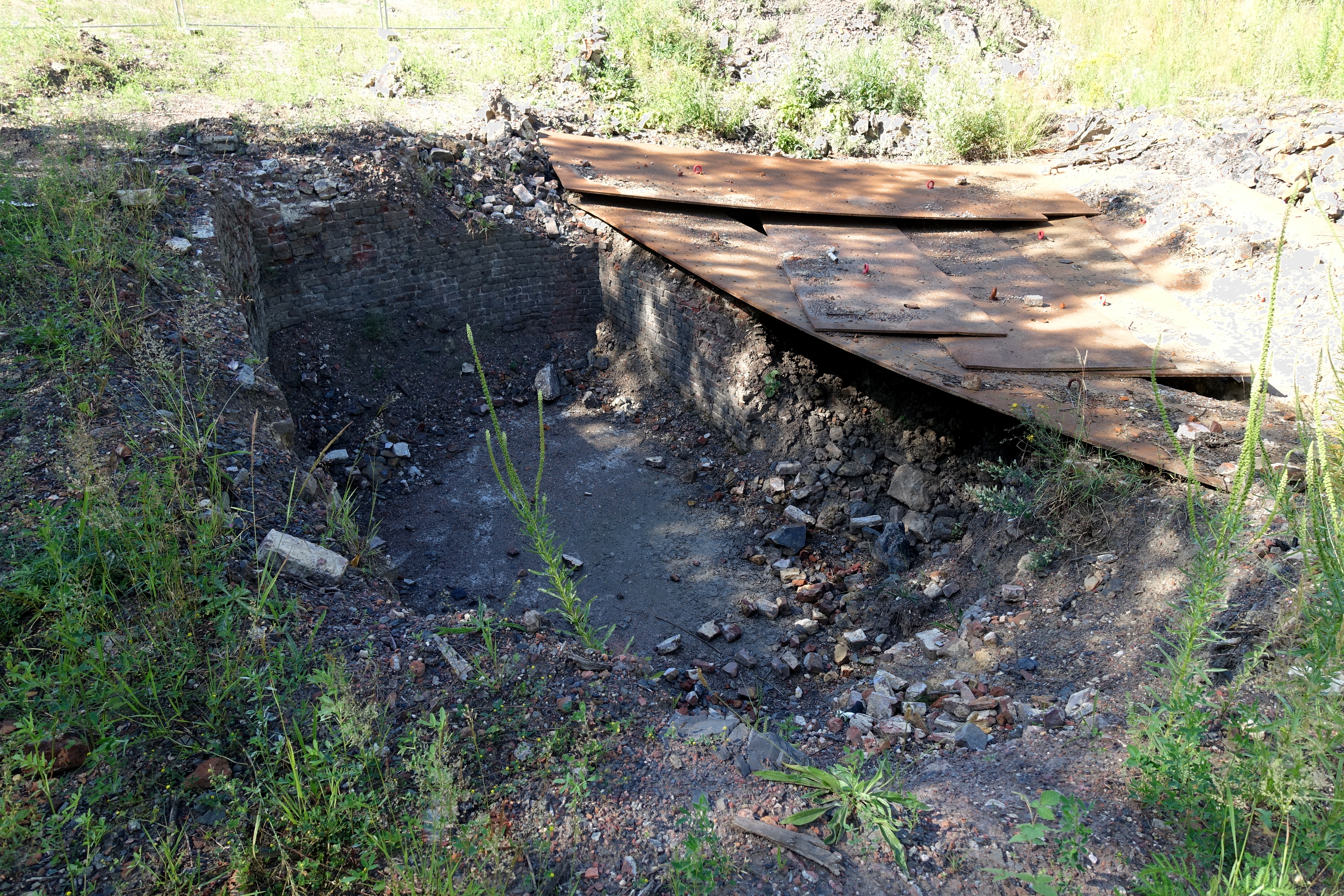
L'ancien puits du charbonnage de Lonette en 2019

La Société anonyme du Charbonnage de Lonette à Retinne est une ancienne société charbonnière de la région de Liège, dont la concession se situait sur les territoires des anciennes communes de Queue-du-Bois, Fléron et Retinne, dorénavant Beyne-Heusay et Fléron, en bordure du plateau de Herve et en rive droite de la vallée de la Meuse,.
La concession voisinait notamment la concession de la Société anonyme des Charbonnages des Quatre-Jean au nord, celle de la Société anonyme des Charbonnages de Wérister qui se trouvait à l'ouest, et cette de la Société anonyme des Charbonnages du Hasard au sud et à l'est.
Fondée au début du XIXe siècle, l'entreprise disparut environ un siècle plus tard en 1933.
La concession ne fut pas reprise par l'une des grandes sociétés voisines.

## De nos jours
Le siège de Lonette a été rasé. Divers bâtiments des environs actuellement habités datent vraisemblament de l'époque du charbonnage. Quelques sousbassements, ainsi qu'une dalle de puits, sont toujours visibles dans un bois.

Afbeeldingen
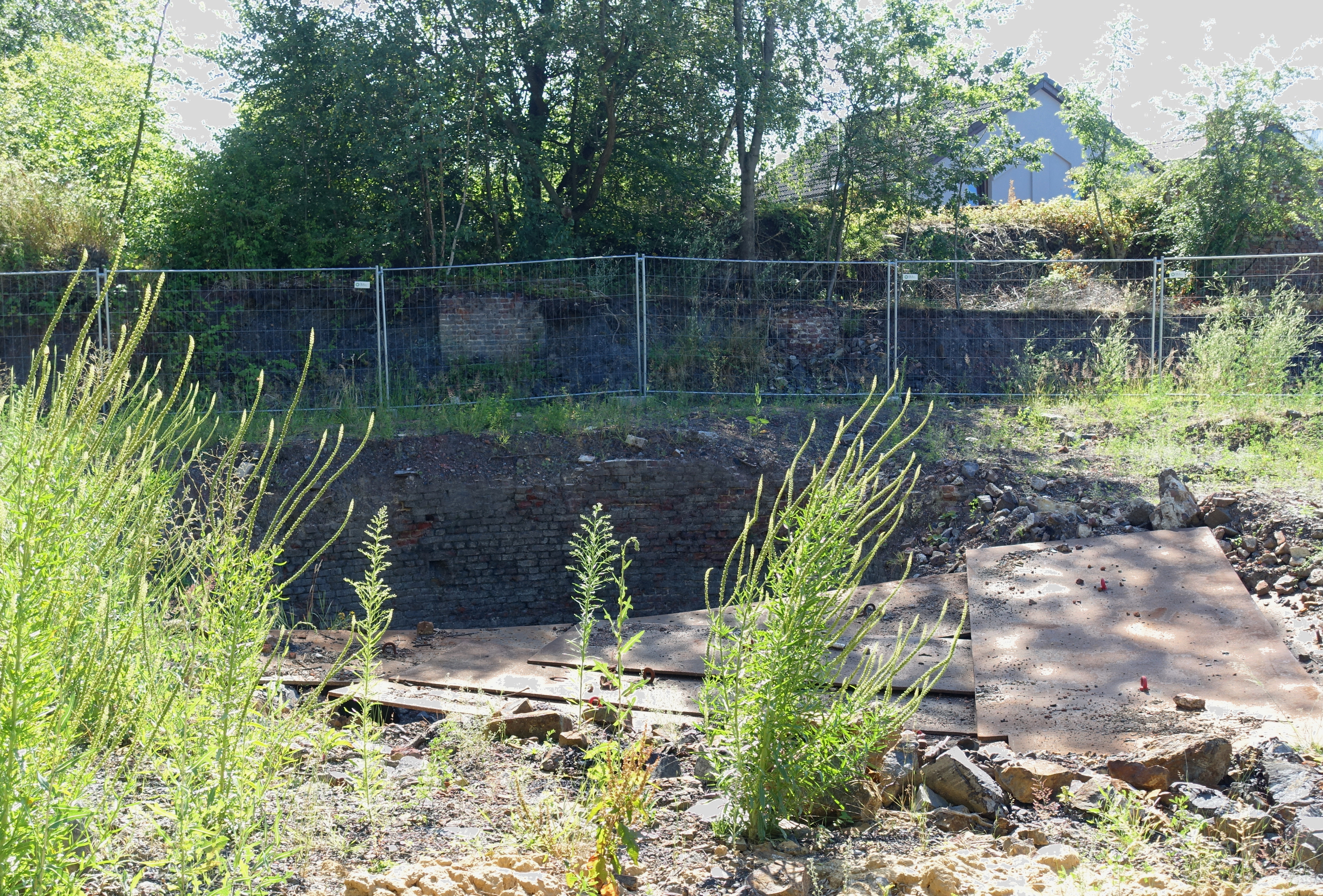
Le remblaiement du puits en 2019
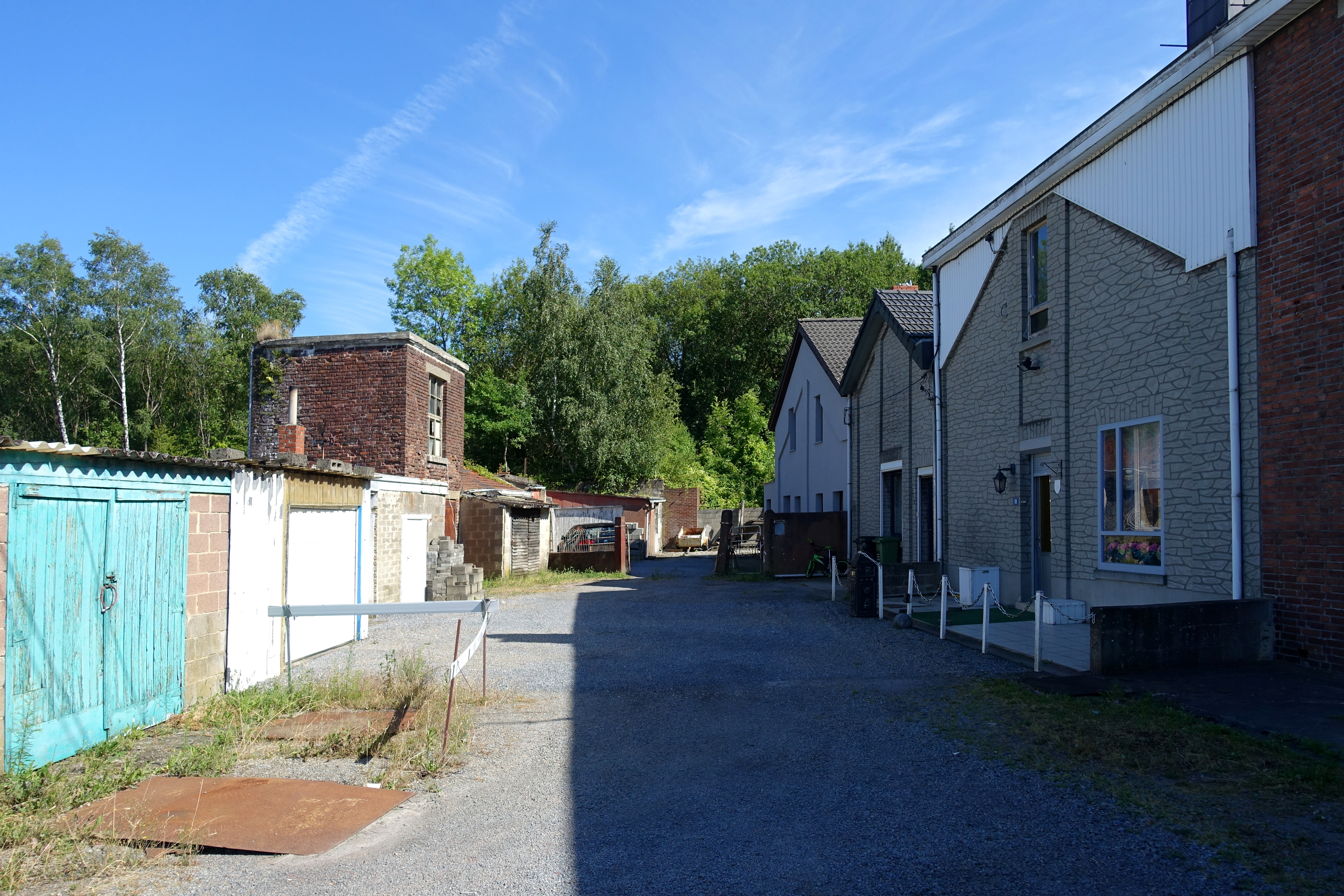
Anciens bâtiments du Charbonnage
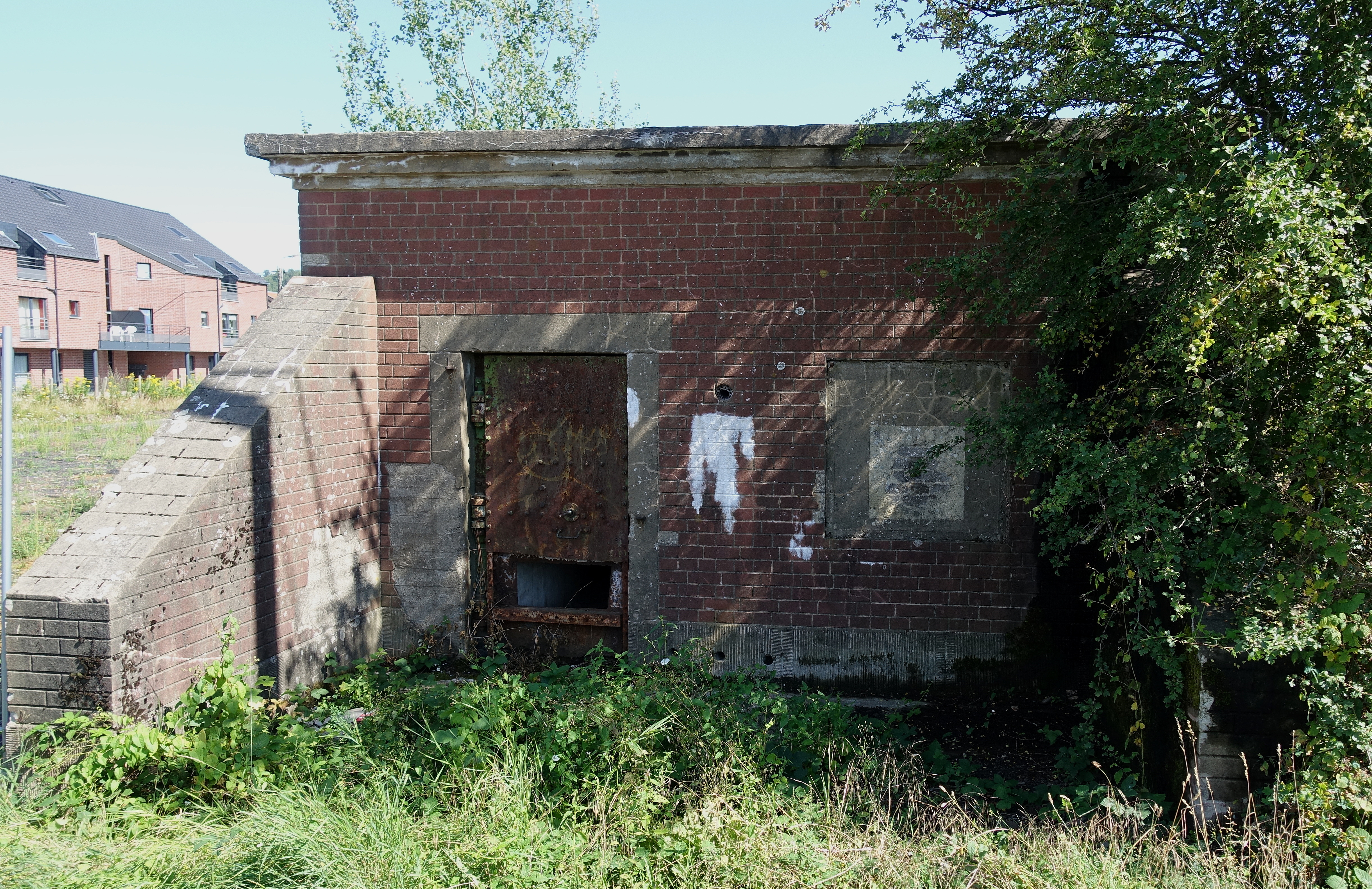
Ancien bunker CTF10 contre l'ancienne mine de charbon, construit dans les années 1930 comme Central Téléphonique Fortifié faisant partie de la ligne de défense PFL2 de la ville de Liège[5].

## Géolocalisation approximative des anciens sites d'exploitation[1]
- Siège administratif : 50° 37′ 54″ N, 5° 41′ 17″ E
  - Lonette : 50° 37′ 54″ N, 5° 41′ 17″ E

## Terrils[6],[7]
- Lonette - 50° 37′ 51″ N, 5° 41′ 23″ E - (aménagé)

## Sources
- André De Bruyn, Anciennes Houillères de la région liégeoise, Liège, Dricot, 1988, 208 p. (ISBN 2-87095-058-6)
- Claude Gaier, Huit siècles de houillerie liégeoise, histoire des hommes et du charbon à Liège, Liège, Éditions du Perron, 1988, 261 p. (ISBN 2-87114-031-6)